# Lucio Sestio
Lucio Sestio – stacja na linii A metra rzymskiego. Stacja została otwarta w 1980..